# Polybotes

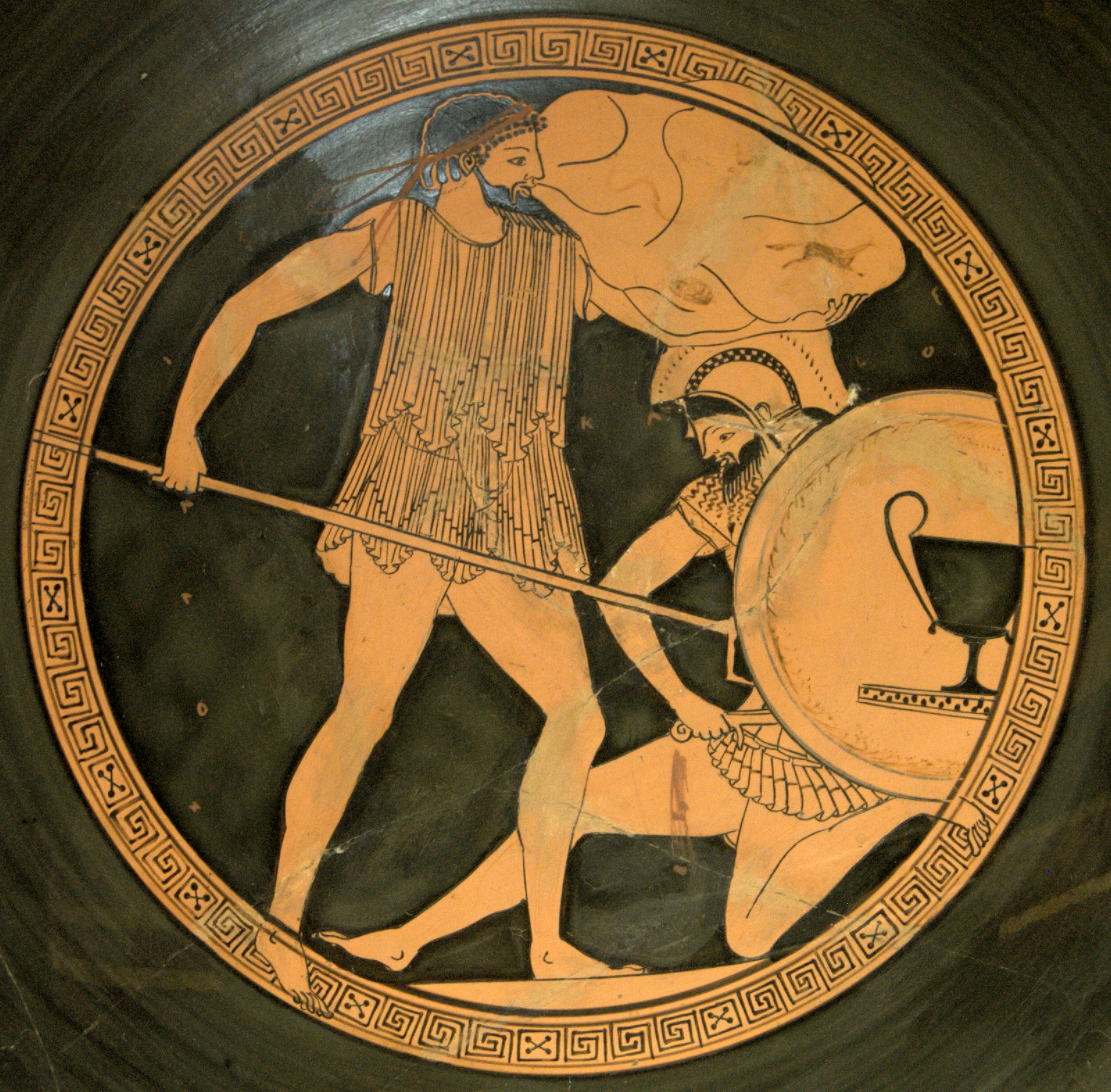
Poseidon besegrar Polybotes

Polybotes var en av den grekiska mytologins giganter. Han var son till Gaia och Uranos. Polybotes dödades av Poseidon genom att han kastade Nisyros - en del av ön Kos på honom.